# 米安·阿卜杜勒·拉乌夫
米安·阿卜杜勒·拉乌夫是一名巴基斯坦政治家，自2018年8月以来一直是旁遮普省议会成员。

## 政治生涯
他在2018年巴基斯坦大選中代表巴基斯坦穆斯林聯盟（謝里夫派）从PP-138選區當選並进入旁遮普省議會。
在过去，他曾两次担任法兹布尔的纳茲姆办公室主任。